# Mac Collins

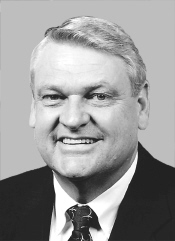
Mac Collins

Michael Allen „Mac“ Collins (* 15. Oktober 1944 in Jackson, Butts County, Georgia; † 20. November 2018) war ein US-amerikanischer Politiker. Zwischen 1993 und 2005 vertrat er den Bundesstaat Georgia im US-Repräsentantenhaus.

## Werdegang
Mac Collins besuchte die öffentlichen Schulen seiner Heimat. Danach arbeitete er in der Betonfabrik seines Vaters, ehe er zwischen 1964 und 1970 in der Nationalgarde von Georgia diente. Anschließend gründete er eine Speditionsfirma, die heute von seinen Söhnen betrieben wird. Politisch war Collins bis 1980 Mitglied der Demokratischen Partei, dann wechselte er zu den Republikanern. Zwischen 1977 und 1981 war er Vorsitzender des Kreisrates im Butts County. Zwischen 1989 und 1993 gehörte Collins dem Senat von Georgia an.
Bei den Kongresswahlen des Jahres 1992 wurde er im dritten Wahlbezirk von Georgia in das US-Repräsentantenhaus in Washington, D.C. gewählt, wo er am 3. Januar 1993 die Nachfolge des ihm zuvor unterlegenen Demokraten Richard Ray antrat. Nach fünf Wiederwahlen konnte er bis zum 3. Januar 2005 sechs Legislaturperioden im Kongress absolvieren. Seit 2003 vertrat er dort den achten Distrikt von Georgia.
Im Jahr 2004 verzichtete Collins auf eine weitere Kongresskandidatur. Stattdessen bewarb er sich erfolglos um die Nominierung seiner Partei für die Wahlen zum US-Senat. 2006 unternahm er einen erfolglosen Versuch, in den Kongress zurückzukehren.